# Бурос (комуна)
Комуна Бурос (швед. Borås kommun) — адміністративно-територіальна одиниця місцевого самоврядування, що розташована в лені Вестра-Йоталанд у південно-західній Швеції.
Бурос 121-а за величиною території комуна Швеції. Адміністративний центр комуни — місто Бурос.

## Населення
Населення становить 104 867 чоловік (станом на вересень 2012 року). 
| Кількість населення комуни Бурос за 1970-2010 роки | Кількість населення комуни Бурос за 1970-2010 роки | Кількість населення комуни Бурос за 1970-2010 роки | Кількість населення комуни Бурос за 1970-2010 роки | Кількість населення комуни Бурос за 1970-2010 роки |
| -------------------------------------------------- | -------------------------------------------------- | -------------------------------------------------- | -------------------------------------------------- | -------------------------------------------------- |
| Рік                                                |                                                    |                                                    | Населення                                          |                                                    |
| 1970                                               | 1970                                               |                                                    | 107 562                                            | 107 562                                            |
| 1975                                               | 1975                                               |                                                    | 105 177                                            | 105 177                                            |
| 1980                                               | 1980                                               |                                                    | 102 129                                            | 102 129                                            |
| 1985                                               | 1985                                               |                                                    | 99 963                                             | 99 963                                             |
| 1990                                               | 1990                                               |                                                    | 101 766                                            | 101 766                                            |
| 1995                                               | 1995                                               |                                                    | 96 139                                             | 96 139                                             |
| 2000                                               | 2000                                               |                                                    | 96 883                                             | 96 883                                             |
| 2005                                               | 2005                                               |                                                    | 99 325                                             | 99 325                                             |
| 2010                                               | 2010                                               |                                                    | 103 294                                            | 103 294                                            |
| Джерело: SCB                                       |                                                    |                                                    |                                                    |                                                    |

## Населені пункти
Комуні підпорядковано 19 міських поселень (tätort) та низка сільських, більші з яких:
- Бурос (Borås)
- Апларед (Aplared)
- Бредеред (Bredared)
- Дальшефорс (Dalsjöfors)
- Данніке (Dannike)
- Фрістад (Fristad)
- Фруфеллан (Frufällan)
- Ґонґгестер (Gånghester)
- Мольсрид (Målsryd)
- Ридбугольм (Rydboholm)

## Міста побратими
Комуна підтримує побратимські контакти з такими муніципалітетами:
- Комуна Молде, Норвегія
- Міккелі, Фінляндія
- Вайле, Данія
- Аланія, Туреччина
- Еспелькамп, Німеччина
- Модена, Італія

## Галерея

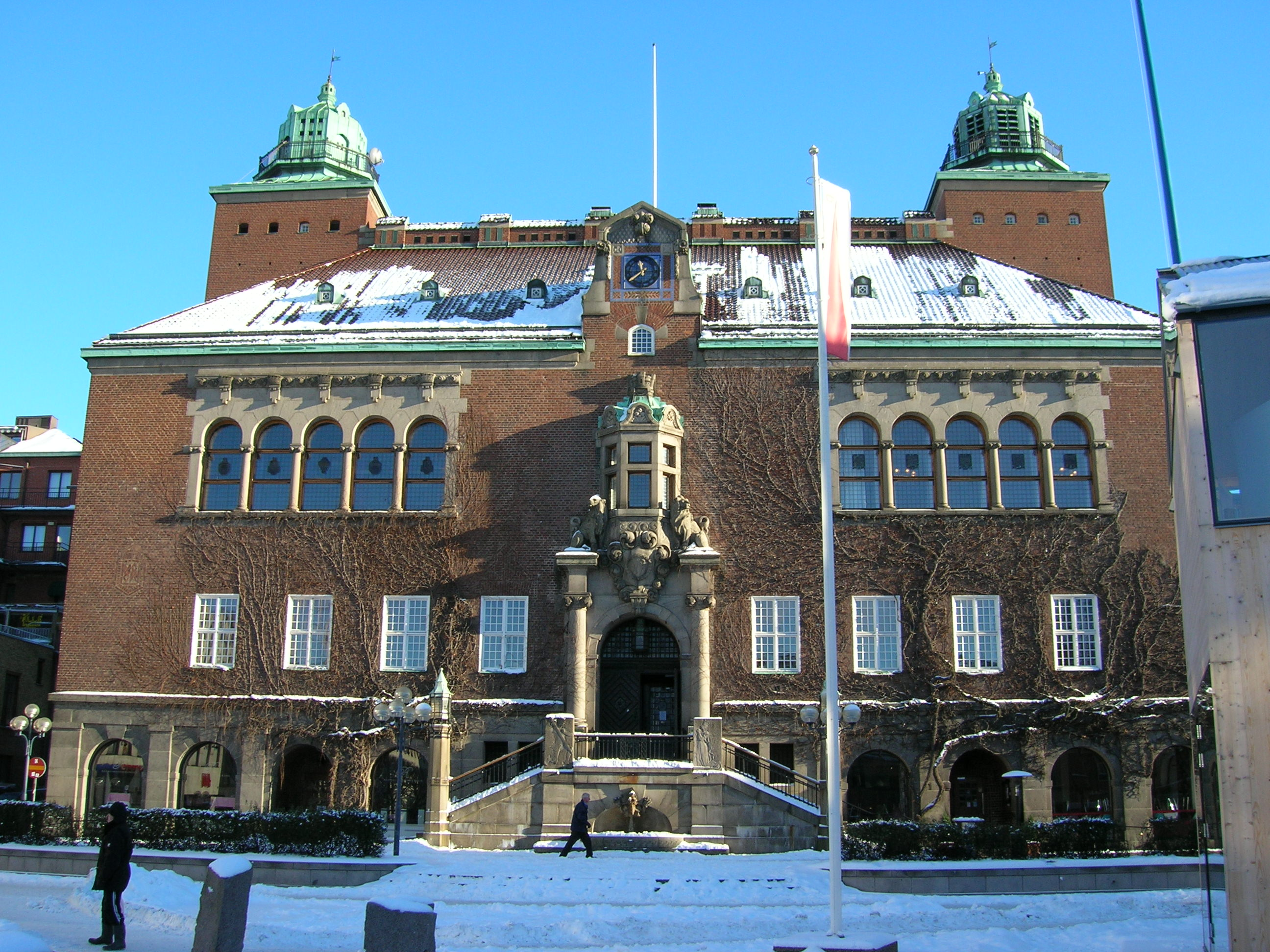
Ратуша (Бурос)
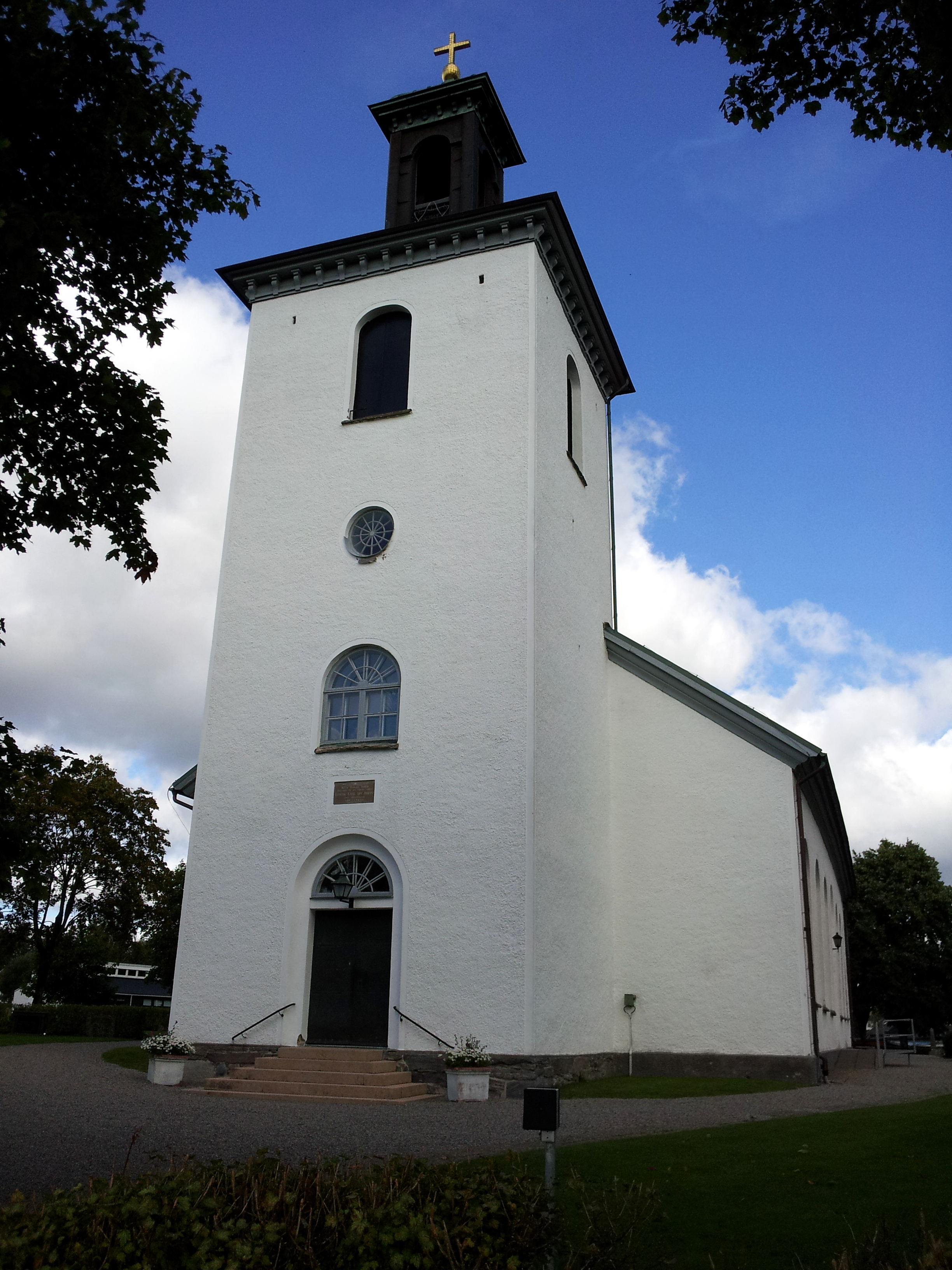
Церква (Сандгульт)
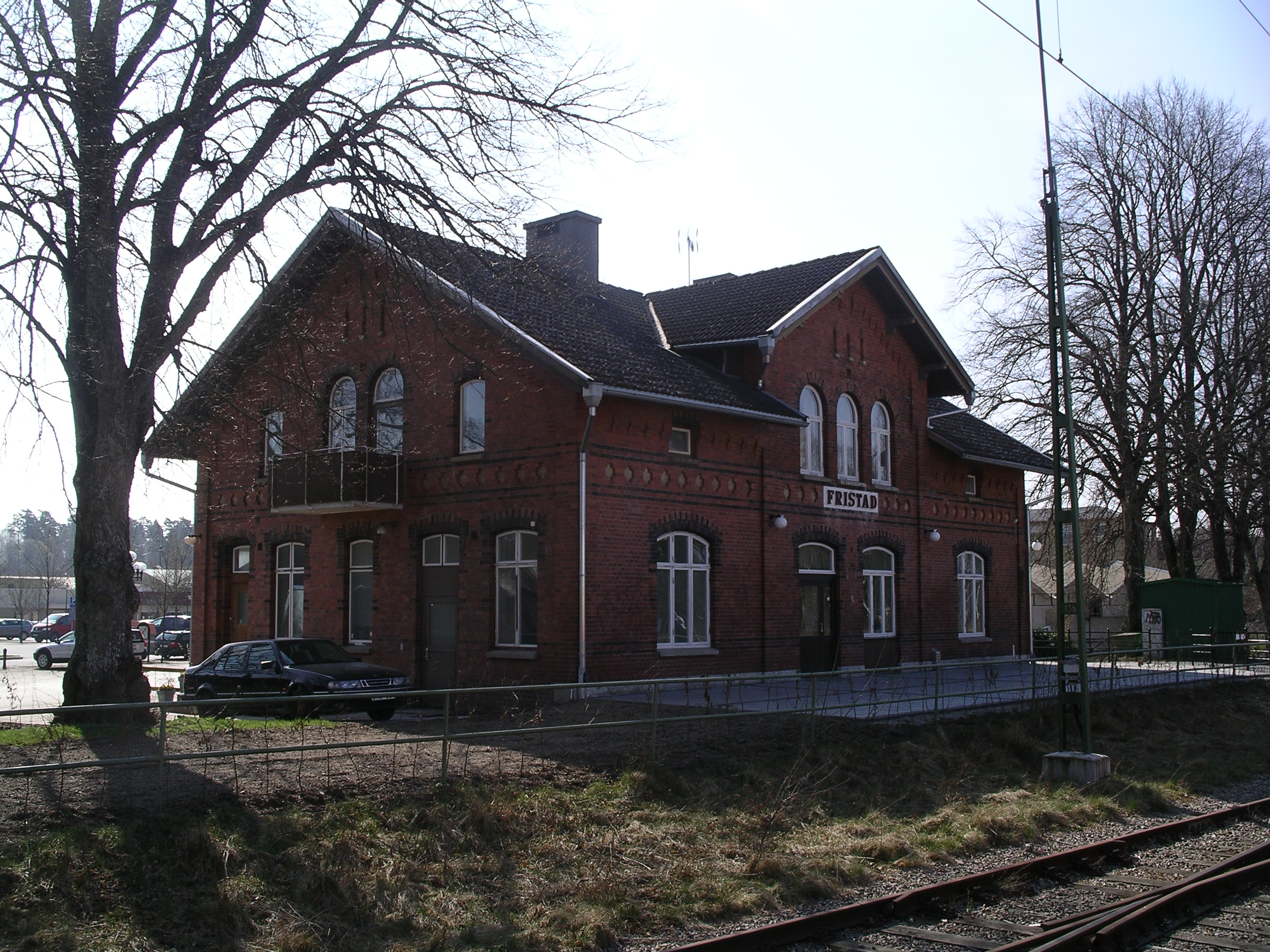
Станція Фрістад
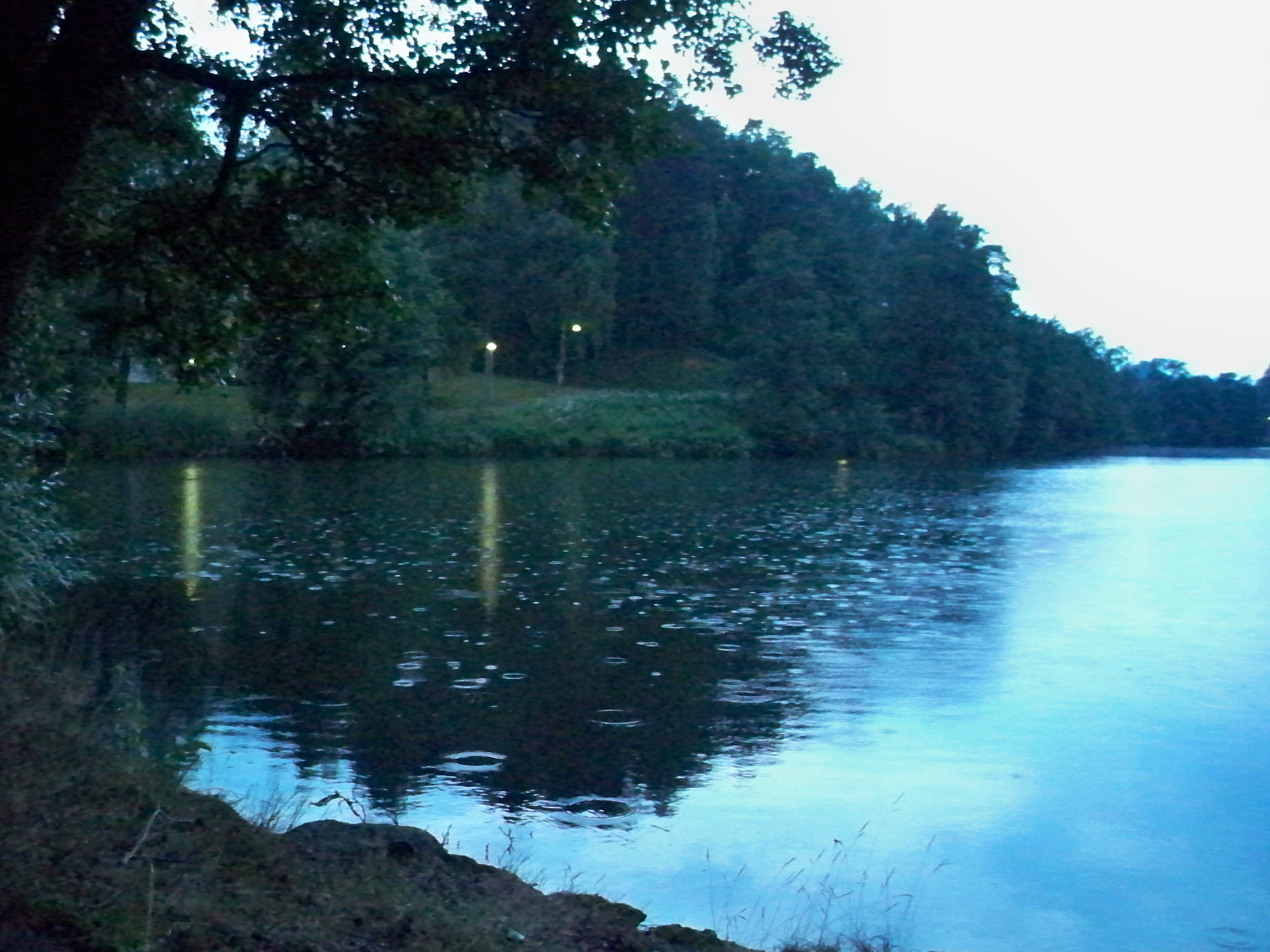
Озеро Рамнашен